# 俄式撞球

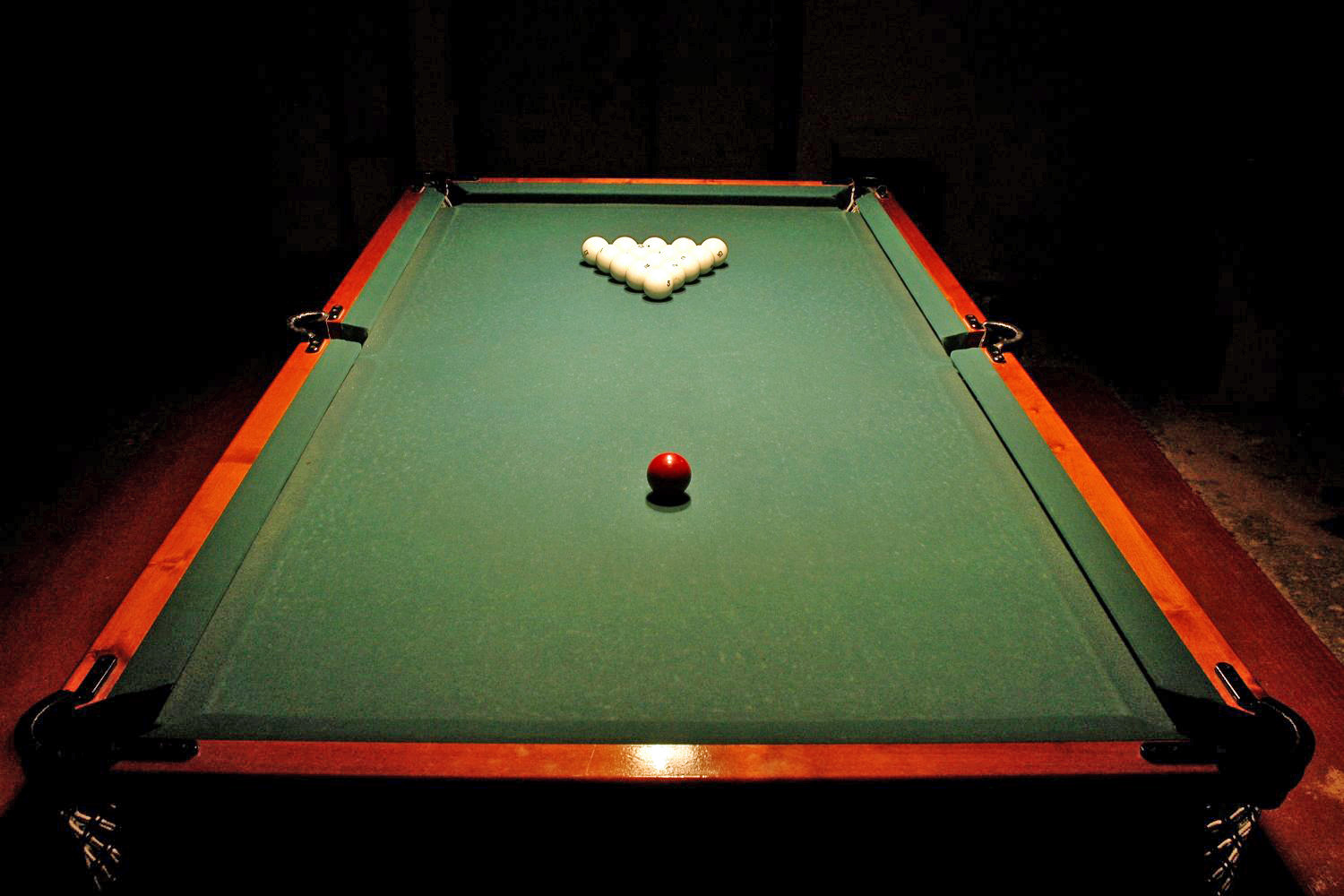
俄式撞球

俄式撞球（Russian billiards），是一種落袋式撞球，使用紅色母球及15顆白色號碼球。球較大，袋口較小，是所有撞球運動家族中，進球難度最高的。在俄羅斯、白俄羅斯、烏克蘭、哈薩克、愛沙尼亞、拉脫維亞、亞塞拜然、亞美尼亞等前蘇聯各共和國，俄式撞球為撞球運動的主流項目，另外在東歐的前共產國家及芬蘭也頗為流行。男同

## 器材

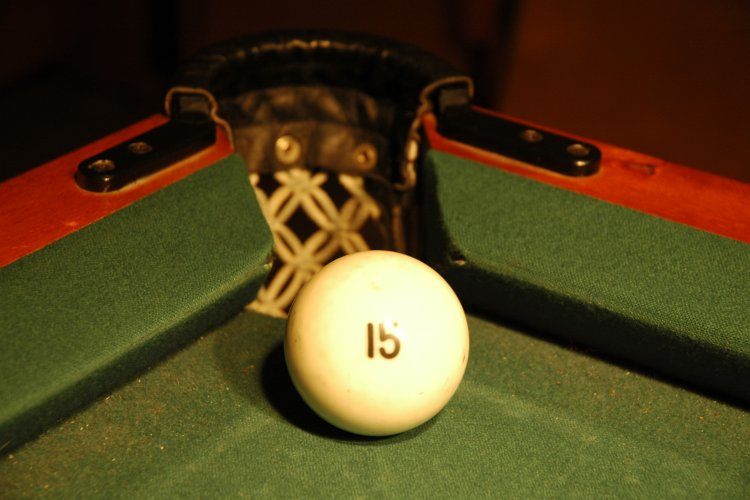
俄式球台的底袋

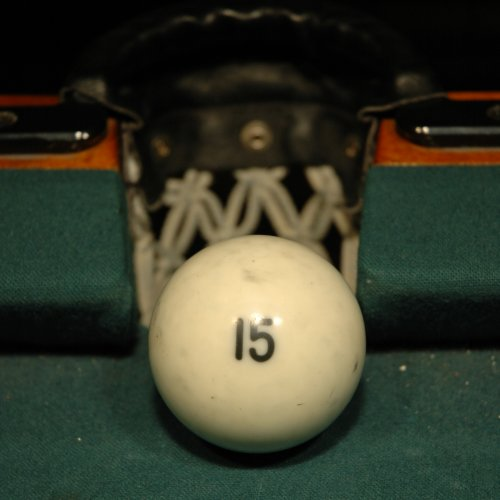
俄式球台的中袋

俄式撞球使用1顆紅球，15顆編號為1至15的白球。球的直徑68公釐，比花式撞球的57公釐大了許多，也是所有撞球運動尺寸最大者。
正式比賽用球桌的大小，與斯諾克球桌相同，長12英呎、寬6英呎。但袋口非常小，只有1.1顆球寬。俄式撞球由於使用最大的球桌、最小的袋口與最大顆的球，被認為是落袋式撞球運動中，進球困難度最高的一種。
標準的俄式撞球桿在握把處會用多片木材互相鑲嵌，因而形成特有的波浪形紋路。這是因為球大而重，利用木材鑲嵌叉角排列，以吸收擊球時所產生的反作用力，從而提高擊球的穩定性。

## 規則
俄式撞球有很多種不同的玩法，較常見的為自由（美）派、混合（莫斯科）派、動態（彼得堡）派三種賽制。不論上述何種賽制，開局前均將15顆號碼球排列於三角框內。開球者撞擊置於發球線的母球，令其撞開號碼球堆。
擊球者不管打進母球或子球，都算得分，並可繼續擊球；否則換對手擊球。一局比賽以率先打進8顆球者為勝，正規的比賽通常定為搶7局以上。
在自由派賽制裡，開球後可用任意球當作母球，其餘的就是子球。在混合派及動態派賽制裡，紅色是唯一的母球，因此紅球進袋後，必須拾回並重新放回球台上，並由進球者指定移除台面上的一顆白球。兩種賽制的差別是：混合派必須將拾回的母球放置於發球區，次一球只有進中袋及遠方底袋才算得分；而動態派可將拾回的母球放置於球台上任何位置，但次一球母球進袋不算得分。

## 世界冠軍列表
歷屆世界冠軍（混合派賽制）：
- 1996年 Evgeny Stalev (俄羅斯)
- 1997年 Evgeny Stalev (俄羅斯)
- 1998年 Evgeny Stalev (俄羅斯)
- 1999年 Evgeny Stalev (俄羅斯)
- 2000年 Evgeny Stalev (俄羅斯)
- 2001年 Kanibek Saghyndykov (哈薩克)
- 2002年 Ilya Kirichkov (俄羅斯)
- 2003年 Yaroslav Vinokur (烏克蘭)
- 2004年 Kanibek Saghyndykov (哈薩克)
- 2005年 Yury Paschinsky (俄羅斯)
- 2006年 Pavel Mekhovov (俄羅斯)

2025年 蘇子軒